# Sound on Sound
A Sound on Sound havonta megjelenő zenei szaklap, amely legfőképpen a felvételi technológiákra koncentrál: új technikai berendezéseket tesztel, interjúkat közöl zeneipari szakemberekkel, és klasszikus albumok készítésének körülményeit elemzi. A SOS Publications Group kiadásában jelenik meg, a székhelye az angliai Cambridge-ben van. 1985-ben indult, a kezdetekkor egyszerű számítógépes szövegszerkesztővel nyomtatott lapokat ragasztottak össze – napjainkban a borító és az oldalak is többszínűek, magas nyomtatási minőségben készülnek. 1994 óta a magazin bizonyos tartalmai interneten is megjelennek.

## Külső hivatkozások
- Weboldal